# Ϸ
Ϸ, ϸ（ショー）はバクトリア語のために使用するギリシア文字。[ʃ]（「シ」の子音に近い）を表したと思われる。

## 名称
この文字が伝統的に何と呼ばれていたかはわかっていない。サンと呼ばれることもあるが、これは別の字の名前なので適当でない。
字の形が ρ（ロー）に似ているため、Unicode では SHO （ショー）と呼んでいる。

## 関連項目

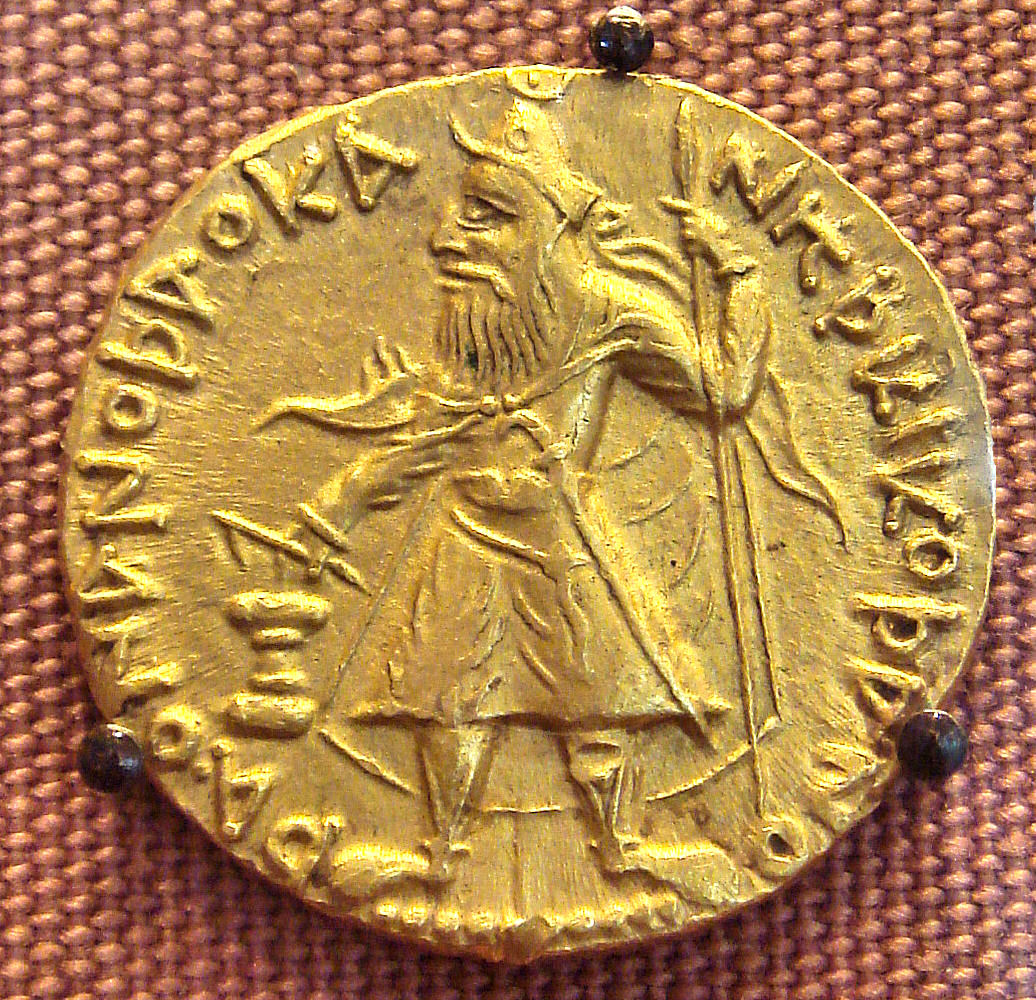
カニシカ1世の貨幣。（王の王、カニシカ、クシャン）

## 符号位置
下に表が有ります。
| 大文字 | Unicode | JIS X 0213 | 文字参照        | 小文字 | Unicode | JIS X 0213 | 文字参照        | 備考 |
| ------ | ------- | ---------- | --------------- | ------ | ------- | ---------- | --------------- | ---- |
| Ϸ      | U+03F7  | -          | &#x3F7; &#1015; | ϸ      | U+03F8  | -          | &#x3F8; &#1016; |      |